# Circondario della Frisia
Il circondario della Frisia (targa FRI) è un circondario (Landkreis) della Bassa Sassonia, in Germania.
Comprende 3 città e 5 comuni.

Il capoluogo è Jever, il centro maggiore Varel.

## Geografia antropica
Il circondario della Frisia comprende 3 città e 5 comuni, non associati in alcuna comunità amministrativa.
Tra parentesi i dati della popolazione al 31 dicembre 2021.

### Città
- Jever (14 550)
- Schortens (comune indipendente) (20 590)
- Varel (comune indipendente) (23 957)

### Comuni
- Bockhorn (8 991)
- Sande (8 570)
- Wangerland (9 130)
- Wangerooge (1 202)
- Zetel (11 981)